# Seznam měst na Svaté Lucii
Toto je seznam měst na Svaté Lucii.
Zdaleka největší aglomerací na Svaté Lucii je Castries, kde 1. ledna 2005 žilo 40 318 obyvatel, což představuje asi čtvrtinu obyvatelstva celé země.
V následující tabulce jsou uvedena největší sídla, výsledky sčítání obyvatelstva z 12. května 1991 a 12. května 2001, odhady počtu obyvatel k 1. lednu 2005 a distrikty (quarters), do nichž sídla náleží. Počet obyvatel se vztahuje na vlastní sídlo bez předměstí. Sídla jsou seřazena podle velikosti.
| Sídla na Svaté Lucii | Sídla na Svaté Lucii | Sídla na Svaté Lucii | Sídla na Svaté Lucii | Sídla na Svaté Lucii | Sídla na Svaté Lucii | Sídla na Svaté Lucii |
| Pořadí               | Město                | sčítání v roce 1991  | sčítání v roce 2001  | sčítání v roce 2005  | Distrikt             |                      |
| -------------------- | -------------------- | -------------------- | -------------------- | -------------------- | -------------------- | -------------------- |
| 1.                   | Castries             | 11 100               | 10 634               | 11 293               | Castries             |                      |
| 2.                   | Bexon                | n/a                  | 7 119                | 7 560                | Castries             |                      |
| 3.                   | Babonneau            | n/a                  | 5 138                | 5 457                | Castries             |                      |
| 4.                   | Ciceron              | n/a                  | 3 577                | 3 799                | Castries             |                      |
| 5.                   | Dennery              | 2 500                | 3 051                | 3 149                | Dennery              |                      |
| 6.                   | La Clery             | n/a                  | 2 801                | 2 975                | Castries             |                      |
| 7.                   | Vieux Fort           | 4 100                | 2 827                | 2 899                | Vieux Fort           |                      |
| 8.                   | Morne du Don         | n/a                  | 2 679                | 2 845                | Castries             |                      |
| 9.                   | Marchand             | n/a                  | 2 576                | 2 736                | Castries             |                      |
| 10.                  | Micoud               | 3 300                | 2 619                | 2 631                | Micoud               |                      |
| 11.                  | Laborie              | 1 300                | 2 638                | 2 574                | Laborie              |                      |
| 12.                  | Grande Rivière       | n/a                  | 2 031                | 2 448                | Gros Islet           |                      |
| 13.                  | Augier               | n/a                  | 2 176                | 2 231                | Vieux Fort           |                      |
| 14.                  | Soufrière            | 3 000                | 1 997                | 1 959                | Soufrière            |                      |
| 15.                  | Anse-la-Raye         | 1 500                | 1 405                | 1 480                | Anse-la-Raye         |                      |
| 16.                  | Canaries             | 1 000                | 1 334                | 1 306                | Canaries             |                      |
| 17.                  | Gros Islet           | 1 400                | 679                  | 783                  | Gros Islet           |                      |
| 18.                  | Cap Estate           | 400                  | n/a                  | 699                  | Gros Islet           |                      |
| 19.                  | Choiseul             | 400                  | 313                  | 302                  | Choiseul             |                      |
| 20.                  | Choc                 | 40                   | n/a                  | 52                   | Gros Islet           |                      |